# Зоела
Зои Елизабет Саг (рођена 28. марта 1990) је енглеска модна блогерка и јутјуберка. Она је најпознатија по свом каналу Зоела. Њен први роман, Дјевојка онлајн, објављен је у новембру 2014. и оборио је све рекорде читаности.

## Биографија
Суг је старија сестра Јоеја Суга, која је такође утицајна личност и има свој канал на јутјубу Она је у вези са Алфи Денисом.

## Каријера
Елизабет је радила као ученик у компанији за дизајн ентеријера када је фебруара 2009. године креирала свој блог "Зоела".  До краја године имала је хиљаду платилаца, а од септембра 2015. године примила је преко 540 милиона прегледа..  Канал на јутјубу оснива 2009.
2013, Суг је именована за једног од амбасадора Националне службе за грађанство, који помаже у промовисању новоформиране службе за младе.  Следеће године проглашена је за првог "дигиталног амбасадора" за Ум, у хуманитарној организацуји за ментално здравље.

## Јутјуб
Први канал је био о моди, љепоти и здрављу.. Други канал су влоговима, о томе шта она ради томом дана.
Од јуна 2017, број претплатника на главном каналу Зоела износи 11.814.219 и има укупно 976.920.411 прегледа.